# Raión de Kropivnitski
Raión de Kropyvnytsky (en ucraniano: Кропивницький район; hasta el 20 de noviembre de 2018 — Raión de Kirovogrado) es un raión o distrito de Ucrania en el óblast de Kirovogrado. 
Comprende una superficie de 9 709,8 km².
La capital es la ciudad de Kropyvnytsky.

## Demografía
Según estimación 2021 contaba con una población total de 437 018 habitantes.

## Otros datos
El código KOATUU es 3522500000. El código postal 27601 y el prefijo telefónico +380 522.